# Push e-mail
Push email е имейл услуга, при която съобщенията се въвеждат на специално устройство, веднага след пристигането им при имейл провайдера. Тоест не е необходимо да ги извикате ръчно или на определени периоди. Обикновено клиентите са смартфони или настолни IMAP мейл приложения. Услугата работи като поддържа активна връзка между клиента и сървъра. Push технологията често се използва и за други данни, като например контакти и събития в календара.